# 人生って、素晴らしい/Viva La Vida
『人生って、素晴らしい/Viva La Vida』（じんせいってすばらしい びばらびだ、原題：我們一起搖太陽）は、2024年の中国映画。
不治の病を患った2人の若者の恋愛映画。2015年の『滾蛋吧!腫瘤君』、2021年の『送你一朶小紅花』から続くハン・イエン監督の「闘病人生テーマ3部作」の最終作で、ルポルタージュ『最も功利的な結婚の契約、最も感動的な永遠の約束』を一部題材としている。
主演のリー・ゲンシーが第37回金鶏奨で最優秀主演女優賞を受賞した。

## ストーリー
腎臓病を患い、週3回の人工透析が欠かせない20代半ばの女性リン・ミン。腎移植は何年待ちになるかわからず、両親や親族は腎臓のタイプが適合しない。思いつめた彼女はSNSに「私と結婚して腎臓を片方ください。その代わりあなたの親の面倒を死ぬまで見ます」という動画を一瞬載せるが、すぐ思い直して削除する。ところがそのわずか数秒で動画を見たという男から連絡が入る。あれは間違いだったと断ろうと呼び出しに応じるが、現れた小汚い青年リュトは“超”が付くほど天然でアホでマイペースな性格で、リン・ミンの言うことなど全く聞かずに付きまとう。実はリュトは悪性脳腫瘍で、再発したら命が危うく、自分の死後に女手一つで育ててくれたアル中の母親の面倒を見てほしいという。リュトのあまりに天然なマイペースぶりにリン・ミンは始終イライラさせられるが、やがて彼のどこまでもバカでまっすぐな純粋さに徐々に惹かれていく……。

## キャスト
- リン・ミン：リー・ゲンシー
- リュト：ポン・ユーチャン
- ：シュイ・ファン
- ：ガオ・ヤーリン
- ：リウ・タン
- ：ワン・シュン
- ：ソン・イーレン
- ：リウ・シュン
- ：リー・チェン
- ：ヤン・レー
- ：チェン・シーシュウ

## スタッフ
- 監督：ハン・イエン
- 原作：フー・ミン、シュウ・ジンピン
- 脚本：ハン・イエン、リー・リャンウェン、ワン・シャオアイ、ヤン・フージー
- 製作総指揮：チャン・ソン
- 製作：ユー・モン
- 撮影：チャン・チアン
- 美術：ソン・シャオジエ
- 音楽：チー・ユエン、ワン・ナーナー
- 照明：ワン・チュンチー
- 編集：リー・ヤークン
- 衣裳デザイン：タン・ニン